# Комплекс виробництва олефінів в Юйлінь (China Coal)
Комплекс виробництва олефінів в Юйлінь (China Coal) — китайське виробництво вуглехімічної промисловості на крайній півночі провінції Шеньсі, за 600 км на південний захід від Пекіну, яке належить компанії China Coal.
У 2010-х роках на додачу до виробництва олефінів з нафтохімічної сировини в Китаї почала розвиватись призначена для цього галузь вуглехімії. Передусім такі підприємства стали з'являтись у північних регіонах — Внутрішній Монголії (заводи в Баотоу, Дуолуні), Нінся-Хуейському автономному районі (виробництво в Їньчуані) та провінції Шеньсі. У останній в міському окрузі Юйлінь влітку 2014-го запустили вуглехімічний завод компанії Yulin Energy and Chemical (дочірня структура China Coal).
На заводі шляхом газифікації вугілля отримують 1,8 млн тонн метанолу. Далі він живить установку синтезу олефінів, яка випускає 300 тисяч тонн етилену та 300 тисяч тонн пропілену на рік. На майданчику також наявні похідні виробництва, розраховані на випуск 300 тисяч тонн лінійного поліетилену низької щільності/поліетилену високої щільності та 300 тисяч тонн поліпропілену.
Можливо відзначити, що з різницею всього у кілька днів в окрузі Юйлінь запрацював аналогічний завод з переробки вугілля у олефіни, також споруджений China Coal — тільки цього разу в партнерстві з іншим інвестором Shaanxi Yanchang Petroleum, котра отримала 70 % участі.